# Waripi
Waripi, potpleme Okômoyána, plemena iz šire grupe Tiriyó. Žive na rijekama Chipariwini, Api-egu i Kuruni, u Brazilu (Pará) i susjednom Surinamu.
Ime im ponekad koriste i kao sinonim za Okômoyána. 